# Idiocera (Euptilostena) jucunda
Idiocera (Euptilostena) jucunda is een tweevleugelige uit de familie steltmuggen (Limoniidae). De soort komt voor in het Palearctisch gebied.